# Pueblo Thamien

Mapa de distribución del pueblo Thamien.

Thamien (también denominados como Tamyen, Tamien) son una de las ocho divisiones lingüísticas de los grupos de personas de Ohlone (Costanos) de nativos americanos que vivían en el norte de California. Los Thamien vivieron en todo el Valle de Santa Clara. El uso del nombre Thamien está registrado ya en 1777, proviene del nombre Ohlone para la ubicación de la primera Misión Santa Clara (Misión Santa Clara de Thamien) en el río Guadalupe. El padre Peña mencionó en una carta a Junipero Serra que los nativos llamaban Thamien al área alrededor de la misión. Los padres misioneros erigieron la misión el 17 de enero de 1777 en el pueblo natal de So-co-is-u-ka.

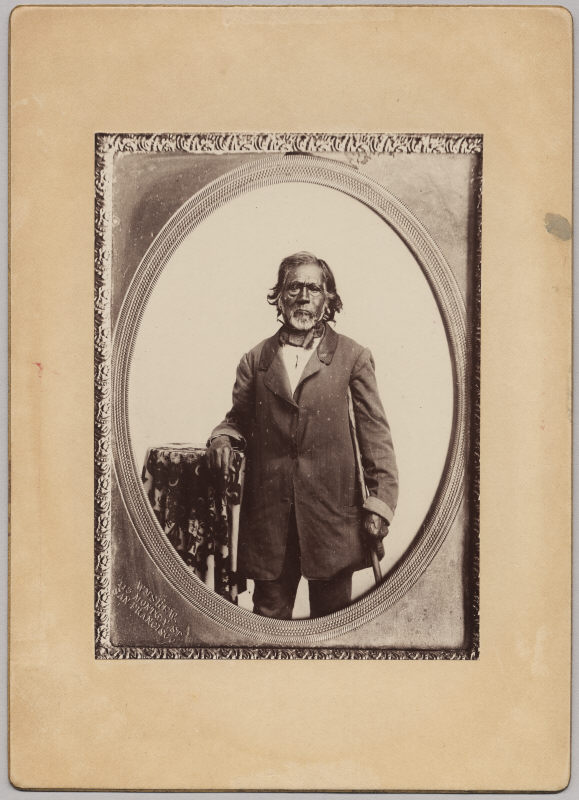
Lope Iñigo, un hombre de Thamien que vivía en la Misión Santa Clara de Asís

## Lengua
El pueblo Thamien hablaba el idioma "Thamien", un idioma Ohlone del norte, que se ha extinguido posiblemente desde principios del siglo XIX.
"Thamien", también llamado "Santa Clara Costano", se ha extendido para referirse a los indios del Valle de Santa Clara, así como por el idioma que hablaban. Thamien está catalogado como uno de los dialectos de la lengua de Costano en la familia utiana (lenguas utianas). Era el idioma principal que hablaban los nativos en la primera y segunda [Misión Santa Clara de Asís (Misión Santa Clara]) (ambas fundadas en 1777). Lingüísticamente, se piensa que el idioma "Chochenyo", "Thamien" y "Ramaytush" eran dialectos cercanos de un solo idioma.

## Territorio
El territorio de Thamien se extiende sobre la mayor parte del actual Condado de Santa Clara, California, y estaba bordeado por otros pueblos Ohlone: "Ramaytush" al noroeste en la Península de San Francisco, "Chochenyo" al noreste y al este, "Mutsun" al sur, y el "Awaswas" al suroeste.
Durante la era de las misiones españolas en California, las vidas de los Thamien cambiaron con la Misión Santa Clara, y más tarde la Misión San José de Fremont (fundada en 1797) construida en su región. La mayoría se trasladó a una de estas misiones y fueron bautizados, vivieron y fueron educados para ser "neófitos" católicos, también conocidos como "Indios de la misión", hasta que el gobierno mexicano suspendió la misión en 1834. Una gran mayoría de los Thamien murió de una enfermedad en las misiones.
Hoy, los Tamyen se han unido a las otras personas Ohlone del Área de la Bahía de San Francisco bajo el nombre de "Muwekma Ohlone Tribe". Muwekma Ohlone está solicitando actualmente el reconocimiento federal de EE. UU.

## Tribus y poblaciones
El pueblo Thamien (Tamien, Tamyen) están asociadas con el sitio original de la Misión Santa Clara (Misión Santa Clara de Thamien) en el Río Guadalupe, 1777. Todo el Valle de Santa Clara estaba poblado con docenas de pueblos de habla Thamien, varios en Coyote Creek.